# Sepioteuthis
Sepioteuthis es un género de moluscos cefalópodos de la familia Loliginidae conocidos vulgarmente como calamares manopla.
Tienen alas grandes que rodean su cuerpo, parecidas a las de la "sepias"

## Especies
Se reconocen las siguientes especies:
- Sepioteuthis australis
- Sepioteuthis lessoniana
- Sepioteuthis loliginiformis
- Sepioteuthis sepioidea